# Christian Santiago
Pour les articles homonymes, voir Santiago (homonymie).
Christian Santiago est un directeur de la photographie, monteur, producteur et réalisateur américain, né le 27 janvier 1967 à Manhattan, New York (États-Unis).

## Filmographie

### comme directeur de la photographie
- 1968 : 60 Minutes (série télévisée)
- 1981 : Entertainment Tonight (série télévisée)
- 1984 : Rick Hunter (« Hunter ») (série télévisée)
- 1986 : Stingray (« Stingray ») (série télévisée)
- 1988 : America's Most Wanted (série télévisée)
- 1989 : Hard Copy (série télévisée)
- 1989 : The Arsenio Hall Show (série télévisée)
- 1989 : Sauvés par le gong (« Saved by the Bell ») (série télévisée)
- 1989 : American gladiators (série télévisée)
- 1990 : MTV Video Music Awards 1990 (téléfilm)
- 1991 : 911 (série télévisée)
- 1992 : MTV Sports (série télévisée)
- 1992 : Sports Ilustrated: Swimsuit '92 (vidéo)
- 1992 : The Real World (série télévisée)
- 1992 : Dateline NBC (série télévisée)
- 1992 : Sightings (série télévisée)
- 1992 : The Larry Sanders Show (« The Larry Sanders Show ») (série télévisée)
- 1992 : Forever Young
- 1993 : American Journal (série télévisée)
- 1997 : Behind the Music (série télévisée)
- 1997 : Real TV (série télévisée)
- 1999 : 60 Minutes II (série télévisée)
- 2000 : Awesome Interiors (téléfilm)

### comme réalisateur
- 1993 : Gerente de familia (série télévisée)
- 1996 : The Daily Show (série télévisée)
- 1997 : Real TV (série télévisée)
- 1998 : Storm Warning (série télévisée)
- 2000 : Awesome Interiors (téléfilm)

### comme producteur
- 1988 : Inside Edition (série télévisée)
- 1996 : The Daily Show (série télévisée)

### comme monteur
- 1980 : Rosa... de lejos (série télévisée)